# Biosférická rezervace

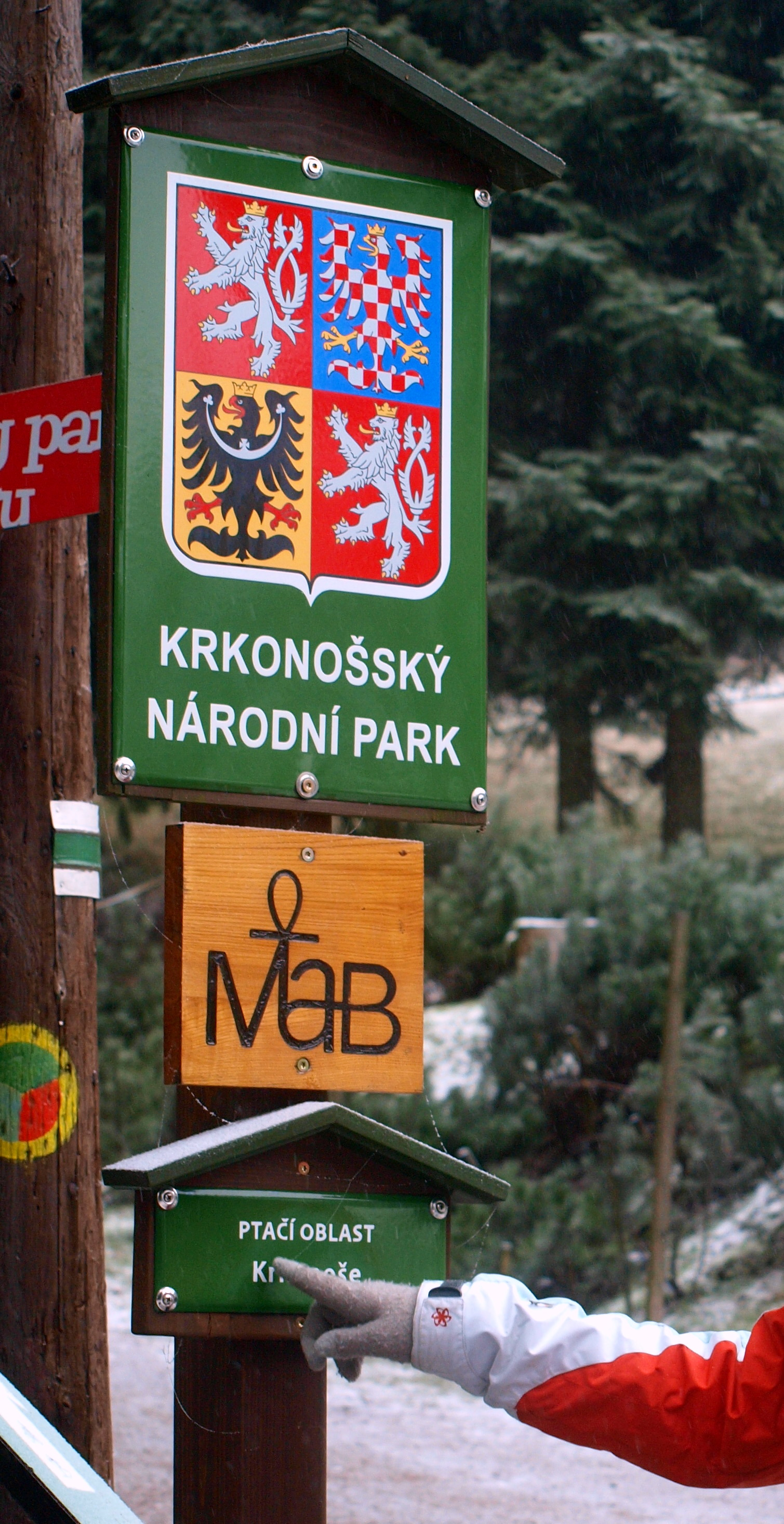
Biosférická rezervace v Krkonošském národním parku

Biosférická rezervace je velkoplošná oblast s terestrickými, pobřežními nebo mořskými, případně kombinovanými ekosystémy, která je uznána v rámci mezinárodního programu UNESCO Člověk a biosféra (Man and the Biosphere Program – MAB). Světová síť biosférických rezervací (World Network of Biosphere Reserves) je rozprostřena tak, aby zahrnovala všechny základní biomy Země. Tato území představují reprezentativní ukázky kulturních i přírodních krajin, ve kterých zároveň hraje důležitou roli člověk a jeho aktivity.
Biosférické rezervace zahrnují jak přírodě blízká území, tak i území ovlivněná činností člověka, aby bylo možné studovat konflikty mezi člověkem a přírodním prostředím a jejich řešení, podporovat zvyšování biodiverzity v narušených oblastech a propagovat udržitelné hospodaření a využívání přírodních zdrojů.
Od "tradičních" rezervací se ty biosférické liší tím, že nejsou zaměřeny pouze na ochranu přírody, ale respektují a podporují ty lidské činnosti v krajině, které vedou k jejímu pozitivnímu trvale udržitelnému využití a rozvoji. V praxi je tedy ochrana biodiverzity z pohledu filozofie Programu MAB založena na využívání každodenních rozumných a udržitelných aktivit člověka, kdy se obyvatelé BR stávají jejími  „strážci“, kteří využívají a chrání její hodnoty.
Tento koncept je globálně aplikovatelný jak pro BR, tak i mimo ně, a lze s ním počítat jako s významným nástrojem při plánování a hospodaření s přírodními zdroji a managementu krajiny.
Na území každé BR se vždy nacházejí lokality národního systému chráněných území (národní parky nebo přírodní rezervace apod.) a často také jiné oblasti mezinárodního významu (Památka světového dědictví, Ramsarská úmluva, Natura 2000 atd.).
V červnu roku 2017 bylo vyhlášeno 669 biosférických rezervací ve 120 zemích světa.[zdroj?]

## Hlavní funkce
Pro všechny BR jsou závazné tři základní, vzájemně se doplňující funkce, jimiž jsou:
(1) Ochrana přírodní a kulturní různorodosti,
(2) Podpora trvale udržitelného ekonomického rozvoje,
(3) Logistická podpora environmentální výchovy a vzdělávání, výzkumu a monitoringu.
Všem třem základním funkcím BR je přikládána stejná důležitost a jsou plněny vyváženě. Každá BR je pravidelně podrobována periodickému hodnocení nejvyšším orgánem Programu MAB, kterým je Mezinárodní koordinační rada (International Coordinating Council MAB – ICC MAB). Hodnocení umožňuje posouzení toho, jak každá BR plní kritéria Rámcových stanov BR a zejména tři základní funkce. Neplnění, či nevyvážené plnění, kritérií může vést až k návrhu na zrušení BR ze strany UNESCO.

## Zonace biosférické rezervace
Území každé BR musí být rozčleněno do tří typů zón. V případě biosférické rezervace se nejedná o zóny odstupňované ochrany přírody, ale o funkční rozdělení, které má za cíl umožnit biosférické rezervaci lépe plnit všechny tři její základní funkce.
- Jádrová oblast – je území určené k ochraně biologické diverzity, k monitorování přirozených či minimálně poškozených ekosystémů, provádění nedestruktivního výzkumu a ostatnímu využívání s nízkým dopadem (například ekoturistika a vzdělávání). V této zóně je zpravidla vyloučen jakýkoliv management.[p 1]

- Nárazníková zóna – je zóna obklopující nebo spojující jádrové oblasti, které chrání před negativními vnějšími vlivy. Je využívána především pro činnosti související s ochranou přírody a ekologickými postupy, včetně environmentálního výzkumu a výchovy, rekreace, ekoturistiky atd. Šetrné, trvale udržitelné hospodaření a využívání přírodních zdrojů zde není vyloučeno. I nárazníková zóna může být chráněna národní legislativou.

- Zbytek území BR tvoří přechodová oblast neboli tzv. oblast spolupráce – nejvýznamnější část zonace BR, kde probíhá běžná hospodářská činnost či jiné užívání, se zvláštním důrazem na podporu šetrného hospodaření. V této zóně by všechny dotčené subjekty (orgány státní správy, orgány zájmové a územní samosprávy, zájmová sdružení, výchovné a vědecké instituce, podnikatelské subjekty, veřejnost a další) měli společně pracovat na řízení a trvale udržitelném rozvoji a využití zdrojů této oblasti. [p 2]

V České republice nemá zonace biosférické rezervace žádnou restriktivní moc. 

## Management BR
Management biosférické rezervace by měl být založen na rovnocenné, komplexní spolupráci vědců přírodovědných i společenských oborů, ochranářských i rozvojových skupin, zástupců státní správy a samosprávy a především místního obyvatelstva. 
Na základě periodického hodnocení byla v roce 2014 Biosférická rezervace Dolní Morava jako první a dosud jediná česká biosférická rezervace, označena Mezinárodní koordinační radou jako model struktury řízení BR prostřednictvím zainteresovaných subjektů pro Světovou síť biosférických rezervací.V BR Dolní Morava je koordinace území zajištěna prostřednictvím obecně prospěšné společnosti.

## Vyhlašování BR
Biosférické rezervace jsou navrhovány národními vládami a schvalovány Mezinárodní koordinační radou MAB (ICC MAB). Každá BR musí před svým přijetím do mezinárodní sítě splňovat minimální soubor kritérií, dodržovat určitý minimální soubor podmínek a její vyhlášení musí být podpořeno souhlasem významných subjektů dotčené oblasti (místní samosprávy, podnikatelé, státní správa atd.).
Pro vyhlášení BR přijaly některé státy specifickou legislativu. V České republice, jako i v mnoha jiných účastnických státech UNESCO, nemá institut BR žádnou oporu v zákoně.

## Biosférické rezervace podle zemí
- Biosférické rezervace v Česku
- Biosférické rezervace v Polsku
- Biosférické rezervace na Slovensku
- Biosférické rezervace v Německu
- Biosférické rezervace v Rakousku